# Wole Soyinka
Akinwande Oluwole Babatunde Wole Soyinka (ur. 13 lipca 1934 Abeokuta w Nigerii) – nigeryjski dramaturg, prozaik i poeta, piszący w języku angielskim. Został laureatem Nagrody Nobla w dziedzinie literatury za rok 1986.

## Życiorys

### Dzieciństwo i młodość
Akinwande Oluwole Babatunde Soyinka urodził się 13 lipca 1934 w miejscowości Ijebu Isara, w pobliżu Abeokuty w Zachodniej Nigerii, jako drugie z sześciorga dzieci Samuela Ayodele Soyinki i Grace Eniola Soyinka. Ojciec Soyinki był kierownikiem St. Peters Primary School w Abeokucie. Jego matka, właścicielka sklepu na miejscowym targu i szanowana w lokalnej społeczności aktywistka polityczna, była chrześcijanką, jednak w jego dalszej rodzinie i sąsiedztwie wielu jest wyznawców tradycyjnych wierzeń ludu Joruba. Soyinka od początku wzrastał w klimacie synkretyzmu religijnego, co miało duży wpływ na ukształtowanie się jego osobowości, gdyż jako mały chłopiec obcował zarówno ze światem wierzeń Jorubów, jak i z kulturą chrześcijańską.
W 1939 roku, kiedy Wole był zaledwie pięcioletnim chłopcem, wybuchła II wojna światowa. W domu Soyinków (głównie za sprawą ojca) podłączony był prąd i znajdowało się radio, więc mały Wole wysłuchiwał z zaciekawieniem wiadomości z ogarniętej wojenną pożogą Europy, zdominowanych w owym czasie przez osobę Adolfa Hitlera. Hitler stał się dla Wolego niemal natychmiast uosobieniem wszelkiego zła i wcieleniem diabła.
Około roku 1940, po ukończeniu szkoły podstawowej, młody Soyinka wstąpił do Abeokuta Grammar School, gdzie zdobył swoje pierwsze nagrody za wypracowania. W 1946 roku zostaje przyjęty do Government College w Ibadanie, w owym czasie najbardziej prestiżowej szkoły tego typu w Nigerii. Aż do ukończenia nauki w college’u, Soyinka przeprowadził się do Lagos. W tym czasie powstało kilka jego sztuk radiowych i krótkich opowiadań, prezentowanych w nigeryjskim radiu. Po zakończeniu nauki w roku 1952, Soyinka rozpoczął studia na University College w Ibadanie (obecnie University of Ibadan), związanym z University of London. W trakcie studiów zgłębia tajniki angielskiej literatury, greki i historii. W roku 1953–1954 drugim i ostatnim spędzonym na University College Ibadan przed wyjazdem do Leeds w Anglii, współpracował z The Eagle, nieregularnie ukazującego się pismem o charakterze humorystycznym. Na drugiej stronie owego pisma, pisywał komentarze dotyczące życia uczelnianego, niejednokrotnie ostro krytykując kolegów studentów. Znany z ciętego języka, często w rycerski sposób bierze w obronę znieważane i obrażane koleżanki ze studiów. Wtedy też Nigeria Broadcasting Service National Programme, emituje w lipcu 1954 roku w programie Nigerian Radio Times, jego słuchowisko Keffi's Birthday Treat.
Tego samego roku Soyinka wyjeżdża do Anglii, gdzie rozpoczyna studia w zakresie literatury angielskiej na Univerity of Leeds, pod kierunkiem swojego przyszłego promotora Wilsona Knighta. Poznaje tam wielu młodych brytyjskich pisarzy. W trakcie studiów w Anglii, przed obroną tytułu uniwersyteckiego, młody Soyinka zajmuje się z powodzeniem fikcją literacką. W owym czasie publikuje on wiele utworów o charakterze komediowym.

### Młody literat i literaturoznawca
Po zakończeniu studiów w 1957 pozostaje w Leeds, z intencją zdobycia tytułu doktorskiego. Pod wpływem swojego promotora, Soyinka postanawia połączyć tradycję teatru europejskiego z inscenizacjami Jorubów. W 1958 roku powstaje The Swamp Dwellers. Napisana w rok później The Lion and the Jewel, wzbudza zainteresowanie londyńskiego Royal Court Theater. Na wieść o tym autor porzuca studia doktoranckie i przenosi się do Londynu, gdzie w tym samym roku obejmuje posadę lektora w londyńskim teatrze, obie zaś jego sztuki wystawione zostają w Ibadanie. W 1960 roku, odznaczony stypendium Rockefeller Research Fellowship, Soyinka powraca do Nigerii. W marcu tego roku w Ibadanie wystawiony zostaje utwór satyryczny The Trials of Brother Jero, który ugruntowuje sławę Wole Soyinki jako dramaturga. Jego utwór A Dance of The Forests wygrał konkurs na utwór sceniczny z okazji Święta Niepodległości Nigerii. 1 października nastąpiła premiera sztuki w Lagos. Aby podołać wymagającemu scenariuszowi przedstawienia, jego autor założył specjalną grupę teatralną The Nineteen-Sixty Masks. Za pieniądze uzyskane od fundacji Rockefellera na badania dotyczące afrykańskiego teatru, Soyinka kupił samochód i rozpoczął podróże po kraju jako pracownik naukowy Departamentu Języka Angielskiego na Uniwersytecie w Ibadanie. W tym okresie pisywał dla The Horn, magazynu literackiego uniwersytetu w Ibadanie, założonego kilka lat wcześniej przez J.P.Clarka i Martina Wake'a.
Ukazują się wiersze i eseje artysty. W jednym z nich wskazał na wagę twórczości Chinuy Achebe dla literatury afrykańskiej, poddając jednocześnie krytyce négritude Leopolda S. Senghora, jako koncepcji nostalgicznie gloryfikującej przeszłość Czarnej Afryki, a ignorującej potencjał modernistycznej synkretyzacji kulturowej. W grudniu 1962 roku ukazał się jego esej Towards a True Theater. W 1962 roku zostaje zatrudniony jako wykładowca w Departamencie Języka Angielskiego Uniwersytetu w Ife. Soyinka prowadził tam ożywioną dyskusję z negrofilami i wielokrotnie wypowiadał się przeciwko rządowej cenzurze.

### Początki zaangażowania politycznego
Pod koniec 1963 powstało jego pierwsze pełnometrażowe dzieło filmowe, Culture in Transition. W grudniu 1964 roku, wraz z innymi ludźmi ze sfery teatru i nauki, założył Drama Association of Nigeria. W tym też roku po raz pierwszy popadł w konflikt z władzą. Na znak protestu przeciwko nakazowi władz uniwersytetu, iż wszyscy pracownicy mają popierać działania rządu w Zachodniej Nigerii, porzucił sprawowaną funkcję. Niedługo po tym wydarzeniu, za próbę podmienienia taśmy radiowej z przemówieniem zwycięzcy wyborów w Północnej Nigerii, został aresztowany i skazany na karę więzienia, z którego, po protestach międzynarodowej społeczności pisarzy, został wypuszczony po kilku miesiącach. W 1965 roku powstały jego wiekopomne dzieła. W kwietniu, w Londynie ukazała się powieść Interpretatorzy. Przetłumaczona na wiele języków (w tym również na polski), przyniosła autorowi szerokie światowe uznanie. W tym samym roku powstają jeszcze sztuki: Before the Blackout i Kongi's Harvest, oraz słuchowisko radiowe dla londyńskiego BBC, The Detainee.
Pod koniec roku Wole Soyinka dostał awans na kierownika i starszego wykładowcę Departamentu Języka Angielskiego na Uniwersytecie w Lagos. W swoich wystąpieniach politycznych z tego okresu wielokrotnie krytykował kult jednostki, afrykańską dyktaturę oraz korupcję władz. Kwiecień 1965 roku przyniósł wznowienie sztuki Kongi's Harvest na I Światowym Festiwalu Sztuki Murzyńskiej w Dakarze, w trakcie którego, inna jego sztuka, The Road, otrzymała pierwszą nagrodę. W czerwcu dla Hampstead Theatre Club w Londynie, Soyinka pokazał The Trials of Brother Jero, a w grudniu w londyńskim Royal Court Theater wystawił sztukę The Lion and the Jewel.
Rok 1967 był rokiem wielkich napięć politycznych w Nigerii. Soyinka tłumaczy z języka joruba zbiór opowiadań swojego rodaka D. O. Fagunwy The Forest of a Thousand Demons: A Hunters Saga. W maju nastąpiła secesja Biafry. W tym samym roku Soyinka został kierownikiem Katedry Dramatu Uniwersytetu w Ibadanie. W sierpniu, w tajemnicy i nieoficjalnie, spotkał się w miejscowości Enugu z przywódcą zbuntowanego plemienia Ibo, Chukuemeką Odumegwu Ojukwu, starając się go nakłonić do przerwania działań zmierzających do odłączenia regionu od Nigerii. Z rozkazu rządu nigeryjskiego prezydenta Yakuba Gowona, Soyinka został aresztowany pod zarzutem konspiracji z rebeliantami, oskarżony, skazany i umieszczony w więzieniu. W tym samym roku we wrześniu została wystawiona sztuka The Lion and the Jewel w Akrze, natomiast w listopadzie The Trials of Brother Jero i The Strong Breed w Greenwich Mews Theatre w Nowym Jorku. Wychodzi też zbiór poezji Idanre and Other Poems. W 1968, również w Nowym Jorku, grupa Negro Ensemble Company wystawiła sztukę Kongi's Harvest.

### Po wyjściu z więzienia
W lutym 1969 roku w Kampali (Uganda), Theatre Limited wystawił sztukę The Road. W październiku, kiedy upadek Biafry jest już przypieczętowany, została ogłoszona amnestia, na mocy której pisarz wyszedł z więzienia. Pierwsze kilka miesięcy po uwolnieniu Soyinka spędził u swojego przyjaciela na farmie w południowej Francji, gdzie powoli doszedł do siebie po okresie umysłowej stagnacji. Tam powstaje jego nawiązujący do greckiej klasyki utwór The Bacchae of Euripides. W Londynie ukazuje się tom wierszy Poems from Prison. Pod koniec roku pisarz powrócił na swoje stanowisko kierownika Katedry Dramatu na Uniwersytecie w Ibadanie oraz współuczestniczył w założeniu czasopisma literackiego Black Orpheus.
W 1970 roku wystawił swoją sztukę Kongi's Harvest. W tym samym roku powstał film o tym samym tytule, w którym Soyinka grał główną rolę. W czerwcu 1970 kończy sztukę Madmen and Specialists. W celu zdobycia doświadczeń teatralnych, razem z grupą piętnastu aktorów z grupy Ibadan University Theatre Arts Company udaje się w podróż do sławnego teatru Eugene O’Neill Memorial Theatre Centre w New Haven, Connecticut, gdzie odbywa się premiera przedstawienia. W 1971 roku ukazuje się zbiór poezji A Shuttle in the Crypt. W marcu, w Ibadanie, wystawiona zostaje ponownie jego sztuka Madmen and Specialists. W Paryżu, we francuskim filmie Conora Cruise’a O’Briena Murderous Angels, Soyinka gra rolę Patrice’a Lumumby. Zeznawał też jako świadek w procesie o pogwałcenie praw studentów. Ukazała się książka The Man Died, będąca zbiorem jego zapisów więziennych. W kwietniu, niezadowolony z rozwoju sytuacji politycznej w kraju, Soyinka zrezygnował z pracy na Uniwersytecie w Ibadanie, opuścił Nigerię i udał się w kilkuletnią podróż zagraniczną. W lipcu wystawił w Paryżu fragmenty A Dance of The Forests.
W roku 1972 otrzymał doktorat Honoris Causa Uniwersytetu w Leeds. Ukazała się jego kolejna powieść Season of Anomy, a nakładem Oxford University Press wyszedł zbiór Collected Plays 1. National Theatre of London, (na którego wcześniejsze zamówienie sztuka została napisana), wystawił The Bacchae of Euripides. W 1973 opublikowane zostały sztuki Camwood on the Leaves oraz Jero's Metamorphosis. Lata 1973-1975 wypełniła Wole Soyince różnorodna aktywność o charakterze naukowym. Odbył staż w Churchill College na Uniwersytecie Cambridge, jeździł z wykładami po Europie. W 1974 nakładem Oxford University Press ukazał się zbiór Collected Plays 2. W 1975 roku Soyinka został mianowany redaktorem pisma Transition w stolicy Ghany Akrze, dokąd na jakiś czas przeprowadził się. Na łamach czasopisma ponownie zaatakował negrofilów (ukazał się jego esej Neo-Tarzanism: The Poetics of Pseudo-Transition) oraz rządy wojskowych reżimów, sprzeciwiając się m.in. politycznemu przewrotowi Idi Amina w Ugandzie.

### Po obaleniu rządu Gowona
Po przewrocie politycznym w Nigerii i obaleniu wojskowego rządu prezydenta Gowona, jeszcze w tym samym roku powrócił do kraju i ponownie objął kierownictwo Katedry Literatury Porównawczej Uniwersytetu w Ife. W 1976 roku wyszedł zbiór poezji Ogun Abibiman. Ukazał się też zbiór esejów Myth, Literature, and the African World, w których autor odkrył genezę mistycyzmu w teatrze afrykańskim, wskazując jednocześnie, na przykładach zaczerpniętych z literatur obu kontynentów, na podobieństwa i różnice kultur Afryki i Europy. W Instytucie Studiów Afrykańskich Uniwersytetu Ghany w Legon, odbył serię gościnnych wykładów. Uzyskał też tytuł profesora na Uniwersytecie w Ife.
W październiku, w stolicy Senegalu Dakarze, wystawiona została francuska wersja A Dance of the Forests. W Ife ma miejsce premiera sztuki Death and the King’s Horseman. W roku 1977 wystawiony został jeden z najambitniejszych utworów dramaturga, Opera Wonyosi, będący adaptacją The Beggar's Opera Johna Gaya, zaś w 1979 wyreżyserował i zagrał jedną z głównych ról w przedstawieniu Jona Blaira i Normana Fentona The Biko Inquest, opartej na przypadku Steve’a Biko, czarnego aktywisty społecznego z RPA, który zmarł brutalnie pobity przez rasistowską policję.
W roku 1981 wychodzi pierwsza z trzech powieści autobiograficznych Wole Soyinki Ake: The Years of Childhood. Soyinka zakłada kolejną (po Nineteen-Sixty Masks) grupę teatralną o nazwie Guerrilla Unit. W 1982 roku odbywa się premiera filmu Blues for the Prodigal, oraz ukazuje się esej Cross Currents: 'The New African' after Cultural Encounters. W 1983 roku, sztuka Requiem for a Futurologist ma swoją premierę na Uniwersytecie w Ife. W lipcu tegoż roku, nakładem Unlimited Liability Company, ukazuje się płyta długogrająca o tytule I Love My Country, na której najsłynniejsze gwiazdy ówczesnej piosenki nigeryjskiej wykonują utwory skomponowane i opatrzone tekstem przez Wole Soyinkę. W roku 1984 ukazuje się sztuka A Play of Giants
Lata 1975-1984 są okresem wzmożonej aktywności Wole Soyinki na polu administracji i polityki. W okresie tym działa on we władzach Uniwersytetu w Ife, oraz w samorządzie stanowym, gdzie odpowiedzialny jest między innymi za kwestię bezpieczeństwa na drogach publicznych. Wielokrotnie poddaje on krytyce korupcję w rządzie Prezydenta Shehu Shagari. Krytykuje również jego następcę Mohammadu Buhari. W 1984 sąd nigeryjski zakazuje publikacji The Man Died. Rok 1986 jest bezspornie rokiem największej chwały i jednocześnie tryumfu Wole Soyinki nad znienawidzonymi układami dyktatorskimi i polityczną przemocą reżimów afrykańskich. Królewska Szwedzka Akademia Nauk odznacza Wole Soyinkę Nagrodą Nobla w dziedzinie literatury. W uzasadnieniu nagrody napisano, iż otrzymał ją jako ten, który: ...w szerokiej perspektywie kulturowej i z poetyckim kolorytem kształtuje dramat istnienia.... W ten sposób największy dramaturg nigeryjski staje się jednocześnie pierwszym afrykańskim laureatem nagrody Nobla, wpisując się na stałe do historii literatury światowej. W wygłoszonym z okazji uroczystości przyznania nagrody odczycie, który Wole Soyinka w całości poświęcił południowoafrykańskiemu politykowi Nelsonowi Mandeli, skrytykował apartheid i politykę segregacji rasowej ówczesnego rządu RPA. Ten sam rok przynosi kolejne nagrody i odznaczenia: w październiku otrzymuje „Agip Prize for Literature”, a pod koniec roku uhonorowany zostaje drugim najwyższym nigeryjskim odznaczeniem państwowym ─ „Commander of the Federal Republic”.
W roku 1988, w Nowym Jorku, ukazuje się kolejny wybór poezji Soyinki pod tytułem Mandela's Earth and Other Poems, zaś w Nigerii wychodzi zbiór esejów Art, Dialogue and Outrage: Essays on Literature and Culture. Rok 1991 przynosi wydanie drugiej części wspomnień artysty Isara: A Voyague Around Essay. W lipcu 1991 BBC African Service nadaje jego sztukę radiową A Scourge of Hyacinths, a w rok później w czerwcu 1992 w Sienie we Włoszech ma premierę sztuka From Zia with Love. Oba przedstawienia są bardzo ostrymi parodiami politycznymi, opartymi na wydarzeniach mających miejsce w Nigerii w 1980 roku. W roku 1993 Soyinka zostaje odznaczony doktoratem Honoris Causa Uniwersytetu Harvarda. W następnym roku ukazuje się następna część jego autobiografii ─ Ibadan: The Penkelemes Years (A Memoir: 1946-1965). Kolejny rok przyniósł publikację sztuki The Beatification of Area Boy. W roku 1996 ukazało się pierwsze wydanie książki The Open Sore of a Continent: A personal Narrative of the Nigerian Crisis.

### Emigracja
21 października 1994 Soyinka został mianowany Ambasadorem Dobrej Woli UNESCO dla Celów Promocji Afrykańskiej Kultury i Komunikacji. W 1994 roku Wole Soyinka uciekł przez zieloną granicę do sąsiedniego Beninu, a stamtąd do Stanów Zjednoczonych, gdzie żyje do dziś. W 1997 został oskarżony o zdradę przez wojskowy reżim dyktatora Saniego Abachy. W 1999 ukazał się nowy zbiór poezji Soyinki zatytułowany Outsiders. W 2001 roku wydana została jego najnowsza sztuka King Baabu, kolejna satyra polityczna na dyktatorskie reżimy Afryki. W 2002 roku opublikowano wybór poezji Samarkand and Other Markets I Have Known. W 2004 ukazała się ilustrowana biografia Wole Soyinki pióra Bankole Olayebi o tytule WS: A Life is Full, z przeszło 600 fotografiami. Najnowszą publikacją Soyinki jest wydany w 2006 roku You Must Set Forth at Dawn, zbiór wspomnień dotyczących jego działalności politycznej z czasów nigeryjskich. Profesor Soyinka jest żonaty. Pytany o dzieci ze wszystkich swoich małżeństw (obecnego i poprzednich), odpowiada skromnie z typowym dla siebie poczuciem humoru: „W naszej kulturze nie liczymy naszych dzieci, lecz muszę przyznać, iż w moim przypadku, bogowie byli aż nadto szczodrzy."

## Publikacje
- The Swamp dwellers (Mieszkańcy bagien) (1958)
- The Lion and The Jewel (Lew i perła) (1958)
- The Trials of Brother Jero (Niedole Brata Jero) (1960)
- A Dance of The Forests (Taniec lasu) (1960)
- The Strong Breed (Mocna Krew) (1961)
- Towards a True Theatre (esej, 1962)
- Culture in Transition (film, 1963)
- The Interpreters (Interpretatorzy) (1964)
- Before The Blackout (Przed zaćmieniem) (1964)
- Kongi's Harvest (Plon Kongiego) (1964)
- The Road (Droga) (1965)
- Idanre and Other Poems (Idanre i inne wiersze) (poezja, 1967)
- The Bacchae of Euripides (Bachantki Eurypidesa) (1969)
- Poems from Prison (Wiersze z więzienia) (poezja, 1969)
- Madmen and Specialists (Szaleńcy i specjaliści) (1970)
- A Shuttle in the Crypt (Wrota lochu) (poezja, 1971)
- The Man Died (Człowiek umarł) (zapiski z więzienia, 1972)
- Camwood on the Leaves (Drzewo w rozkwicie) (1972)
- Jero's Metamorphosis (Cierpienia Brata Jero) (1972)
- Season of Anomy (Czas anomii) (1972)
- Death and The King’s Horseman (Śmierć i królewski koniuszy) (1975)
- Neo-Tarzanism: The Poetics of Pseudo-Transition (esej, 1975)
- Ogun Abibiman (poezja, 1976)
- Myth, Literature and the African World (zbiór esejów, 1976)
- Opera Wonyosi (1977)
- Ake: The Years of Childhood (Ake: Lata dziecinne) (1981)
- Blues for a Prodigal (film, 1982)
- Requiem for a Futurologist (Requiem dla futurologa) (1982)
- I Love My Country (płyta długogrająca, 1983)
- A Play of Giants (Sztuka gigantów) (1984)
- Art, Dialogue and Culture: Essays on Literature and Culture (zbiór esejów, 1988)
- Mandela's Earth and other poems (Ziemia Mandeli i inne wiersze) (poezja, 1988)
- Isara: A Voyague around essay (Isara: Podróż wokół eseju) (1991)
- A Scourge of Hyacinths (Plaga Hjacyntów) (słuchowisko radiowe, 1991)
- From Zia, With Love (Kochający, Zia) (1991)
- Ibadan: The Penkelemes Years a memoir 1946-65 (Ibadan: Lata penkelemskie, wspomnienia 1946-65) (1994)
- The Beatification of Area Boy (Beatyfikacja gangstera) (1995)
- The Open Sore of a Continent: A personal Narrative of the Nigerian Crisis (Otwarta rana kontynentu: Osobiste narracje na temat kryzysu nigeryjskiego) (1996)
- Outsiders (Outsiderzy) (poezja, 1999)
- King Baabu (Król Baabu) (2001)
- Samarkand and Other Markets I have known (Samarkanda i inne jarmarki które poznałem) (poezja, 2002)
- You Must Set Forth at Dawn (Musisz wyruszyć o świcie 2006)